# Albert Séguin
Albert Séguin   (Viena del Delfinat, 8 de març de 1891 - Villefranche-sur-Saône, 29 de maig de 1948) fou un gimnasta artístic francès, guanyador de tres medalles olímpiques.
Va participar en els Jocs Olímpics d'Estiu de 1924 realitzats a París (França), on va aconseguir guanyar la medalla d'or en la prova de salt sobre cavall lateral, i la medalla de plata en les proves de concurs complet per equips i d'escalada de corda.